# Jamal ad-Din
 (juillet 2019).
Jamal ad-Din Muḥammad ibn Ṭāhir ibn Muḥammad al‐Zaydī al‐Bukhārī (aussi transcrit variablement Jamal ud-Din, Jamal al-Din (litt. Beauté de la Foi), nom chinois Zhamaluding) est un astronome perse du XIIIe siècle qui servit l'empereur de Chine Kubilai Khan.

## Biographie
Originaire de Boukhara, Jamal ad-Din entre au service de Kubilai Khan vers les années 1250 pour établir un Bureau astronomique islamique (Hui-hui Si Tian Jian) dans sa nouvelle capitale Pékin, au côté du bureau traditionnel chinois. Kubilai Khan maintient donc la structure bureaucratique, mais autorise que les observations de prédictions chinoises soient contrôlées par des érudits musulmans respectés.
En collaboration avec le persan Isa Tarjaman, Jamal ad-Din établit un nouveau calendrier, le Wan nian li (calendrier de mille ans).
On lui attribue d'avoir apporté sept instruments astronomiques à Kubilai Khan en 1267, en cadeau de Houlagou Khan, dont un astrolabe persan, un globe et une sphère armillaire,. C'est la plus ancienne référence connue à un globe terrestre sphérique dans l'astronomie chinoise,. 
Il est associé à un zij (tables de positions astronomiques) en persan qui a été perdu mais qui a été traduit en chinois en 1383 par Ma-shayihei sous le titre Huihuilifa (calendrier islamique). Il contenait des tables ptolémaïques basées sur de nouvelles valeurs, ajustées pour Pékin et a été reconstruit ces dernières années. 
Son activité n'a pas beaucoup influencé l'astronomie chinoise. Cependant, Guo Shoujing a repris de Jamal ad-Din le concept du torquetum (instrument qu'il n'a pas apporté) et en a produit une version simplifiée qui omettait les coordonnées écliptiques, inutilisées en Chine. 
En 1286, Jamal ad-Din réalisa une vaste enquête sur l'empire yuan, qui fut produite en 755 volumes sous le nom de Dayitongzh. Tout sauf l'introduction en a été perdu. 